# 溫如珍
溫如珍（？—1659年（永曆元年三月）），臨安府阿迷州人，明朝、南明軍事人物。

## 生平
溫如珍年輕時跟隨父親討伐苗人，父親陣亡後他殺死殺戮父親的苗人。崇禎十五年（1642年）他守備承天府，次年（1643年）元旦承天失陷，他頭部中刀墮入城濠，獲救生還。之後他和周思忠在常德招募兵馬，以劫掠為生。當年冬天，溫如珍率領黔將譚得勝、楊德功、李守、監軍李之晟、土司於勝龍在牛皮潭抵禦流寇失敗，以四千人屯駐辰溪。普名聲攻打臨安，他命令守備運輸糧餉來到，日間城門關閉，避亂居民無法入城，他就持刀坐在西門外，指示人民魚貫入城，避免他們受難。寇盜圍城，溫如珍率兵嚴密防守，放置檑木砲石，擊斃數百名賊匪；寇盜製作旱船，挖掘地道，他又隨時防備，十五天沒脫下甲衣，流寇才退走，升為臨安、元江參將。永曆元年（1647年）四月，清朝軍隊攻入常德，他與周思忠投降，後來反正，遷任川東總兵永曆十三年（1659年），他和姜承德、楚王宗室朱蘊金、向鼎忠、李大義、范存禮、常逢時、鄭文彩、高陞、李太、李勝、武崗用、劉興隆、戴甲、張甲、陶甲、劉九皋、劉衡、段能忠、謝安祚、潘世榮等人在者梗被緬甸人包圍殺害。

## 引用
1. 1 2  錢海岳《南明史·卷五十一·列傳第二十七》：……先陸行諸臣於（永曆）十三年三月阻於者梗，緬人圍之，眾潰遇害者：則（姜）承德、宗室蘊金、向鼎忠、李大義、范存禮、常逢時、溫如珍、鄭文彩、高陞、李太、李勝、武崗用、劉興隆、戴甲、張甲、陶甲、劉九皋、劉衡、段能忠、謝安祚等，總兵潘世榮被執椎心死。……
2. 1 2  錢海岳《南明史·卷五十一·列傳第二十七》：（溫）如珍，阿迷人。幼隨父征苗，父歿於陣，力戰禽殺父賊戮之。崇禎十五年守備承天，十六年元旦城破，首中刃墮城濠，獲救得生。與周思忠招兵常德，劫掠為生。冬，督黔將譚得勝、楊德功、李守，監軍李之晟，土司於勝龍禦寇牛皮潭敗，以四千人屯辰溪。普名聲攻臨安，如珍以守備運餉至，城門晝閉，居民避亂者，阻不得入，乃執刀坐西門外，令民魚貫進，得免於難。
3. ↑  錢海岳《南明史·卷五十一·列傳第二十七》：及圍城急，率士卒嚴守，置檑木礮石，斃寇數百人。寇造旱船掘地道，隨方備禦，歷十五晝夜，衣不解甲，寇始退，升臨元參將。永曆元年四月，清攻常德，與思忠降，後反正，遷川東總兵。